# لشنیتسا، صربستان
لشنیتسا (به لاتین: Lešnica}} یک روستا در صربستان است که در ناحیه ماچوا واقع شده است.
لشنیتسا یکی از قدیمی‌ترین روستاهای کشور صربستان می‌باشد
این روستا مابین شهرک‌های شاباس و لوزنیسا قرار گرفته است.

## خصوصیات
لشنیتسا ۴٬۷۳۱ نفر جمعیت دارد.